# Arthromeris himalayensis
Arthromeris himalayensis là một loài thực vật có mạch trong họ Polypodiaceae. Loài này được (Hook.) Ching miêu tả khoa học đầu tiên năm 1933.